# Vera Adlešič
Vera Adlešič, slovenska sopranistka in glasbena pedagoginja, * 29. maj 1905, Cerknica, † 20. januar 1975, Ljubljana.

## Življenjepis
Vera Adlešič se je rodila 29. maja 1905 kot Vera Popovič. Po osnovni šoli se je vpisala na mestni dekliški licej v Ljubljani, po maturi pa je v šolskem letu 1921/22 študirala glasbo pri Charlesu Reeju in ples pri Gertrudi Bodenwiser na Dunaju. Leta 1923 je bila sprejeta v četrti letnik konservatorija pri Juliju Betettu. Leta 1927 je dobila službo v ljubljanski Operi, kjer je do sezone 1931/32 nastopala v več glavnih vlogah. Tako je pela v vlogah Olimpije v Offenbachovih Hoffmanovih pripovedkah, Filine v Thomasovem Mignonu, kraljice noči v Mozartovi Čarobni piščali, Konstance v Mozartovi Beg iz seraja, lady Harriet v Flotowovi Marti ter v vlogi Ninon v Foersterjevem Gorenjskem slavčku. Poleg tega je v ljubljanski Operi gostovala tudi v vlogah Rozine v Rossinijevem Seviljskem brivcu in v vlogi prvega čarobnega dekleta v Wagnerjevem Parsifalu.
Med angažmajem v ljubljanski Operi je nadaljevala s študijem solo petja na državnem konservatoriju pri Mateju Hubadu, končala pa je tudi dvoletno dramsko šolo. Leta 1930 je študirala petje in govorno tehniko tudi pri Heinrichu Egenolfu v Berlinu. Med leti 1935 in 1938 je petje študirala tudi pri Marii Rado Danielli na Dunaju.
Drugo svetovno vojno je preživela v Ljubljani, kjer je bila članica glavnega odbora Rdečega križa. Jeseni leta 1944 so jo Nemci aretirali in obsodili na šest mesecev zaporne kazni. Po vojni je leta 1947 postala honorarna predavateljica za govorno tehniko in dikcijo na Akademiji za igralsko umetnost. Leta 1948 je na Akademiji postala redna predavateljica, leta 1959 višja strokovna sodelavka in leta 1961 višja predavateljica. Hkrati je od leta 1949 vodila tečaje govorne tehnike za napovedovalce in igralce na Radiu Ljubljana, pa tudi v Mestnem gledališču Ljubljanskem in Prešernovem gledališču v Kranju. Med leti 1953 in 1968 je predavala praktično fonetiko na Višji pedagoški šoli ter govorno tehniko in dikcijo na Akademiji za glasbo. Leta 1968 se je upokojila.